# Distretto di Yuseong
Yuseong (Hangŭl: 유성구; Hanja: 儒城區) è un distretto di Daejeon. Ha una superficie di 177,16 km² e una popolazione di 220.767 abitanti al 2005.